# Dagbok från en motorcykel (bok)

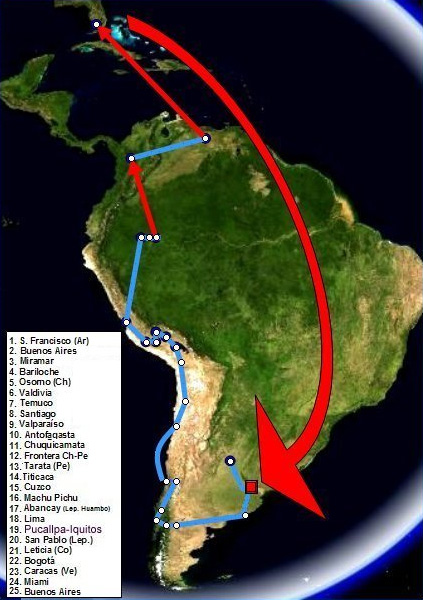
Karta över Guevaras resa med Alberto Granado. De blåa pilarna visar vilken väg han körde motorcykel, medan de röda visar flygresor, varav de två sista gjordes av Guevara utan Granado.

Dagbok från en motorcykel är en självbiografisk bok författad av Che Guevara. Boken skildrar Ches resa på motorcykel i Latinamerika tillsammans med vännen Alberto Granado 1951. Che dokumenterar bönders och gruvarbetares liv och arbete, och avslutar med ett löfte att kämpa för proletariatets sak.